# Ломачинська Ангеліна Василівна
Ангеліна Василівна Ломачинська (нар. 2 вересня 1996, Хмельницька область, Україна) — українська важкоатлетка, Майстер спорту України міжнародного класу, срібна призерка чемпіонату Європи 2022 року.

## Результати
| Рік                           | Місце проведення  | Вага             | Ривок            | Ривок            | Ривок            | Ривок            | Поштовх          | Поштовх          | Поштовх          | Поштовх          | Загалом          | Місце            |
| Рік                           | Місце проведення  | Вага             | 1                | 2                | 3                | Місце            | 1                | 2                | 3                | Місце            | Загалом          | Місце            |
| Чемпіонат Європи              | Чемпіонат Європи  | Чемпіонат Європи | Чемпіонат Європи | Чемпіонат Європи | Чемпіонат Європи | Чемпіонат Європи | Чемпіонат Європи | Чемпіонат Європи | Чемпіонат Європи | Чемпіонат Європи | Чемпіонат Європи | Чемпіонат Європи |
| ----------------------------- | ----------------- | ---------------- | ---------------- | ---------------- | ---------------- | ---------------- | ---------------- | ---------------- | ---------------- | ---------------- | ---------------- | ---------------- |
| 2023                          | Єреван, Вірменія  | до 49 кг         | 79               | 81               | 83               | 3                | 94               | 95               | 95               | 5                | 176              | 3                |
| 2022                          | Тирана, Албанія   | до 49 кг         | 75               | 77               | 80               | 1                | 89               | 87               | 89               | 3                | 167              | 2                |
| 2021                          | Москва, Росія     | до 45 кг         | 67               | 69               | 69               | 3                | 82               | 82               | 85               | 5                | 149              | 5                |
| Чемпіонат Європи серед молоді |                   |                  |                  |                  |                  |                  |                  |                  |                  |                  |                  |                  |
| 2019                          | Бухарест, Румунія | до 49 кг         | 72               | 74               | 75               | 1                | 86               | 89               | 89               | 2                | 163              | 2                |
| 2018                          | Замостя, Польща   | до 48 кг         |                  |                  | 73               | 1                |                  |                  | 87               | 3                | 160              | 1                |
| Універсіада                   |                   |                  |                  |                  |                  |                  |                  |                  |                  |                  |                  |                  |
| 2017                          | Тайбей, Тайвань   | до 48 кг         | 68               | 71               | 73               | 5                | 87               | 87               | 92               | 9                | 160              | 7                |